# 황현수
황현수(黃賢秀, 1995년 7월 22일~)는 대한민국의 축구 선수로 포지션은 수비수이다. 2014년 프로 선수로 데뷔한 뒤 2024년까지 K리그1의 FC 서울에서 활동했으며 2018년 아시안 게임 금메달리스트이다.

## 어린 시절
1995년 7월 22일 대구광역시에서 태어나 2011년부터 2012년까지 당시 FC 서울 유스팀인 동북고등학교에서 활동하다가 고등학교 3학년을 앞둔 2012년 12월 동북고와의 계약이 만료된 FC 서울이 오산고등학교와 협약을 맺으면서 오산고로 전학을 갔다.

## 구단 경력

### FC 서울
오산고등학교 졸업 후 2014 K리그 드래프트에서 이미 대학에 진학한 동기 박민규, 박준영과는 달리 윤승원, 김철호, 심제혁과 함께 FC 서울의 우선 지명을 받으며 프로 직행에 성공했다.
그 후 3년간 주로 R리그에서만 활동하다가 전북 현대 모터스와의 2017년 K리그1 4라운드 원정 경기에서 입단 3년만에 1군 데뷔전을 치른 뒤 강원 FC와의 24라운드 홈 경기에서 프로 데뷔골을 터뜨리며 팀의 3-1 승리에 일조했으며 이후 2019년 K리그1 3위, 2022년 FA컵 준우승에 기여했다.
그러나 2024년 6월 25일 음주 운전을 했다가 대한민국 경찰에 적발되어 조사를 받았지만 1개월 동안 구단 측에 해당 내용을 은폐했던 것이 발각되었고, 이에 FC 서울은 황현수의 음주 운전을 한국프로축구연맹에 보고한 뒤 그와 계약을 해지했다. 이후 7월 1일 한국프로축구연맹은 제13차 상벌위원회를 열어 황현수에게 향후 K리그 15경기 출장정지와 제재금 1,200만원을 부과했다.

## 국가대표팀 경력

### 대한민국 U-23
2014년 대한민국 U-20 대표팀의 일원으로 2경기를 소화한 후 2018년 AFC U-23 챔피언십 본선에 참가하여 팀의 3회 연속 4강 진출을 이끌었지만 우즈베키스탄과의 4강전에서 1대 4로 패배하면서 아시안컵 4위를 차지했다.
그리고 같은 해에 열린 2018년 아시안 게임에서는 말레이시아와의 E조 조별리그 2차전에서 불안한 수비로 팀의 패배의 원인을 제공하기도 했지만 대한민국이 2회 연속 아시안 게임 금메달을 목에 걸면서 병역 특례를 받았다.

## 수상 내역
FC 서울
- 코리아컵 준우승 : 2022

 대한민국 U-23
- 아시안 게임 금메달 : 2018

## 참고 자료
- 황현수, FC서울이 찾은 수비의 답
- NEXTAR★K - '4년 숙성' FC서울 황현수는 자신만만하다